# 何塞·波拿巴
何塞·費爾南多·波拿巴（西班牙語：José Fernando Bonaparte，1928年6月14日—2020年2月18日）是一名阿根廷古生物學家，他發現了大量南美洲恐龍，並指導了阿根廷新一代古生物學家。古生物學家彼得·多德森稱他 「幾乎以一己之力……使阿根廷成為世界上恐龍種類第六多的國家。」

## 生平
波拿巴是義大利水手的兒子，與拿破崙的波拿巴家族沒有密切聯繫。他出生於阿根廷圣菲省羅薩里奧，在布宜諾斯艾利斯省梅塞德斯長大。儘管沒有接受過正規的古生物學培訓，但他很早就開始和許多朋友一起收集化石，並在家鄉創建了一個博物館。後來，他成為圖庫曼國立大學的館長，1976年被授予榮譽博士稱號，1970年代末成為布宜諾斯艾利斯阿根廷自然科學博物館的資深科學家。波拿巴曾兩度獲得古根海姆獎，並從1970年代起定期獲得國家地理學會的資助。據說他勤奮、固執、個性鮮明，甚至有暴力傾向。2011年，他又獲得科馬胡埃國立大學的榮譽學位。2020年2月18日黎明，波拿巴在睡夢中去世，享年91歲。

## 職業生涯
1975年至1977年間，波拿巴與馬丁·文斯（Martín Vince）和胡安·C·萊亞爾（Juan C. Leal）一起在「埃爾布雷特」莊園從事薩爾塔龍的發掘工作。波拿巴與阿根廷同胞傑米·鮑威爾對薩爾塔龍進行了研究，並提出薩爾塔龍生前覆蓋著被稱為皮內成骨的裝甲板。根據這項發現，再加上20個在南美洲發現的澳洲鶩龍標本和一個賴氏龍標本，波拿巴推測在中生代末期，美洲之間曾發生大規模的物種遷徙。
侏羅紀時期，盤古大陸分裂為北部的勞亞大陸和南部的岡瓦納大陸。在白堊紀，南美洲脫離了岡瓦納的其他部分。這種分裂造成北部生物群和南部生物群之間的分化，對於那些習慣了更北的動物群的人來說，南部的動物顯得很奇怪。波拿巴的發現說明了這種分化，古生物學家羅伯特·巴克因此稱他為「中生代大師」。

## 哲學
波拿巴是個傳統主義者，他不使用現代的支序分類學方法，因為現代的支序分類學方法對大量的共有衍徵採取擬合原則。部分由於這個原因，他拒絕參與1990年出版的現代論文集《恐龍》的工作。不過，2000年波拿巴開始使用支系圖。例如，在他對巴西的蜥腳類（如利加布龍）和原始哺乳動物的研究中，展示了他本人和合著者製作的支系圖。雖然他以發現恐龍而聞名，但他更喜歡研究哺乳動物化石。
他的學生包括羅多爾夫·科里亞、路易斯·M·恰佩、費爾南多·諾瓦斯、傑米·鮑威爾、吉列爾莫·W·魯吉爾（Guillermo W. Rougier）、利安納度·薩爾加多、豪爾赫·奧蘭多·卡爾沃、塞巴斯蒂安·阿佩斯特吉亞（Sebastián Apesteguía）和奧古斯丁·馬丁內利（Agustín Martinelli）。

## 外部連結
- 維基物種上的相關：何塞·波拿巴